# Lista de prefeitos de São Pedro (Rio Grande do Norte)
Esta é a lista de prefeitos de São Pedro, município brasileiro do estado do Rio Grande do Norte. O prédio da Prefeitura chama-se Palácio Francisco Cabral.
Três ex-prefeitos estão vivos: Marli de Brito Neves, João de Deus Garcia de Araújo e Maria Robenice Ribeiro. O último ex-prefeito a falecer foi Miguel Cabral Nasser, em 3 de fevereiro de 2025, aos 49 anos.
| Nº | Prefeito                      | Imagem | Partido                              | Início do mandato      | Fim do mandato         | Vice-prefeito                   | Observações                        |
| -- | ----------------------------- | ------ | ------------------------------------ | ---------------------- | ---------------------- | ------------------------------- | ---------------------------------- |
| 1  | Adauto Pinheiro Assunção      |        |                                      | 11 de junho de 1962    | 31 de dezembro de 1963 | —                               | Prefeito nomeado                   |
| 2  | Serafim Marques da Silva      |        |                                      | 31 de dezembro de 1963 | 31 de janeiro de 1964  | —                               | Prefeito nomeado                   |
| 3  | Edmundo Mafra Cabral          |        | UDN                                  | 31 de janeiro de 1964  | 31 de janeiro de 1969  | Francisco Fernandes de Moura    | Prefeito e vice eleitos            |
| 4  | José Augusto Bezerra          |        | PTN                                  | 31 de janeiro de 1969  | 10 de março de 1970    | José Luiz de Freitas            | Prefeito e vice eleitos            |
| 5  | Antonio Felix de Andrade      |        | ARENA                                | 10 de março de 1970    | 31 de janeiro de 1971  | —                               | Vice-presidente da Câmara no cargo |
| 6  | Francisco Ribeiro das Chagas  |        | ARENA                                | 31 de janeiro de 1971  | 31 de janeiro de 1973  | Manoel Costa Neto               | Prefeito e vice eleitos            |
| 7  | Francisco Cabral              |        | ARENA                                | 31 de janeiro de 1973  | 31 de janeiro de 1977  | José Luiz de Freitas            | Prefeito e vice eleitos            |
| 8  | Marli de Brito Neves          |        | MDB                                  | 31 de janeiro de 1977  | 31 de janeiro de 1983  | não encontrado                  | Prefeita e vice eleitos            |
| 9  | José Osvaldo da Rocha         |        | PMDB                                 | 31 de janeiro de 1983  | 31 de dezembro de 1988 | Manoel José Vicente             | Prefeito e vice eleitos            |
| 10 | Francisco Ribeiro das Chagas  |        | PL                                   | 1º de janeiro de 1989  | 31 de dezembro de 1992 | Rozalba da Silva Costa          | Prefeito e vice eleitos            |
| 11 | José Osvaldo da Rocha         |        | PMDB                                 | 1º de janeiro de 1993  | 31 de dezembro de 1996 | não encontrado                  | Prefeito e vice eleitos            |
| 12 | Francisco Ribeiro das Chagas  |        | PL                                   | 1º de janeiro de 1997  | 31 de dezembro de 2004 | Cláudio Ribeiro da Fonseca      | Prefeito e vice eleitos            |
| 12 | Francisco Ribeiro das Chagas  | PFL    | João de Deus Garcia de Araújo        | 1º de janeiro de 1997  | 31 de dezembro de 2004 | Prefeito reeleito e vice eleito |                                    |
| 13 | João de Deus Garcia de Araújo |        | PFL                                  | 1º de janeiro de 2005  | 31 de dezembro de 2012 | José Hildeberto de Araújo       | Prefeito e vice eleitos            |
| 13 | João de Deus Garcia de Araújo | PSB    | Rodrigo Ribeiro                      | 1º de janeiro de 2005  | 31 de dezembro de 2012 | Prefeito reeleito e vice eleito |                                    |
| 14 | Maria Robenice Ribeiro        |        | PR                                   | 1º de janeiro de 2013  | 31 de dezembro de 2016 | Lindbergh Fernandes de Araújo   | Prefeita e vice eleitos            |
| 15 | Miguel Cabral Nasser          |        | PPS                                  | 1º de janeiro de 2017  | 31 de dezembro de 2024 | Flávio Bezerra Rodrigues        | Prefeito e vice eleitos            |
| 15 | Miguel Cabral Nasser          | PSDB   | Adália Liegy Câmara Freitas de Moura | 1º de janeiro de 2017  | 31 de dezembro de 2024 | Prefeito reeleito e vice eleita |                                    |
| 16 | Lindbergh Fernandes de Araújo |        | PODE                                 | 1º de janeiro de 2025  | até a atualidade       | Márcio Graciano de Freitas      | Prefeito e vice eleitos            |